# Kamienica Kestnerów w Warszawie
Kamienica Kestnerów – kamienica znajdująca się przy ul. Krakowskie Przedmieście 27 w Warszawie.

## Opis
W 1659 roku plac, na którym znajduje się obecna kamienica, należał do Wojciecha Buby, a w 1669 roku do rodziny Stankiewiczów. W 1700 roku znajdowała się tam kamienica cyrulika Jędrzeja Lassocińskiego. W 1770 roku jej właścicielem był Hankaj, a w 1790 roku Józef Borkowski. Obecną kamienicę zbudowano w latach 1836–1840 według projektu Józefa Lessela dla rękawicznika Kestnera.
W XIX wieku mieściła się w niej cukiernia prowadzona przez Laurentego Tosiego. W lokalu odbywały się wystawy i koncerty, działał tam również handel alkoholami Złoty Róg. W 1944 roku budynek został spalony, a po wojnie rozebrany do fundamentów. W 1949 roku odbudowano go nawiązując do dawnego wyglądu kamienicy, na podstawie projektów Zygmunta Stępińskiego i Mieczysława Kuzmy.
W 1965 roku kamienica została wpisana do rejestru zabytków.
W 2008 zreprywatyzowana.
W budynku mieści się kawiarnia Telimena, niejednokrotnie wspominana w peerlowskiej beletrystyce, m.in. przez L. Tyrmanda w powieści Zły.